# 変貌 パート1
「変貌 パート1」（原題: Becoming Part I ）は、『バフィー 〜恋する十字架〜』の第2シーズン第21話。第2シーズンの最終回「変貌 パート2」の前編である。

## 解説
エンジェルが3人の女性（バフィー、ドゥルーシラ、ダーラ）に初めて出会ったころを描いた作品。デヴィッド・ボレアナズが1人3役を演じている。

## ストーリー

### 過去
ロンドン
父親から勘当されたリーアムは友人と飲み歩き、泥酔状態になる。その後、酒場から追い出されたリーアムは暗い路地で日傘をさす女性を見かけ、彼女に近づく。その女性はダーラで、リーアムは首を噛まれ、気を失う前に彼女の血を飲んでしまう。
教会
神父を襲ったアンジェラスは、懺悔室で予知能力を持つ女性ドゥルーシラを知る。そして彼女に対し「悪魔として生きろ」と不適切な忠告をする。
ルーマニア
魂を得たアンジェラスはロマの娘の父親から「一生苦しむがいい」と言い渡される。

### 現在
博物館のダグ・ペリンは石棺を掘り出し、ジャイルズに鑑定を依頼する。ドゥルーシラはアンジェラスに謎の石棺の話をし、その日の夜、博物館を襲撃し石棺を奪う。その石棺には古代の悪魔アカスラが眠っていた。アカスラを蘇らせる方法を模索するアンジェラスは、ドゥルーシラに高校の図書室を襲撃させ、ジャイルズをさらう。

## 配役
※俳優名（役名/声優名）の順。

### メイン・キャスト
- サラ・ミシェル・ゲラー（バフィー・アン・サマーズ / 水谷優子）
- ニコラス・ブレンドン（ザンダー・ハリス / 鳥海勝美）
- アリソン・ハニガン（ウィロー・ローゼンバーグ / 大坂史子）
- カリスマ・カーペンター（コーディリア・チェイス / 手塚ちはる）
- アンソニー・スチュワート・ヘッド（ルパート・ジャイルズ / 金尾哲夫）
- デヴィッド・ボレアナズ（エンジェル / アンジェラス / リーアム / 堀内賢雄）

### 特別ゲスト
- マックス・パーリッチ（ウェスラー）[3]

### ゲスト出演
- セス・グリーン（ダニエル・"オズ" オズボーン / 佐々木望）
- クリスティン・サザーランド（ジョイス・サマーズ / 松岡洋子）
- ジュリー・ベンツ（ダーラ / 大塚海月）
- ビアンカ・ローソン（ケンドラ・ヤング）
- ジャック・マクジー（ダグ・ペリン）
- リチャード・リール（メリック）
- ジェームズ・マースターズ（スパイク / 堀川仁[4]）
- ジュリエット・ランドー（ドゥルーシラ / 高橋理恵子）
- アーミン・シマーマン（スナイダー校長 / 水内清光）

### 助演
- シャノン・ウェルズ（ロマの女）
- ジト・カザン（ロマの娘の父親）
- ジンジャー・ウィリアムズ（少女）
- ニーナ・ガービッツ（教師）

クレジットなし
- ディーン・バトラー（ハンク・サマーズ）※声の出演。
- ソフィア・クロフォード[5]（バンパイア）